# DM i strip
DM i strip er en konkurrence i strip arrangeret af Scandinavian Showcenter ved Preben Jørgensen (også kendt som Stripperkongen). Konkurrencen afholdes årligt, oftest i forbindelse med messen Sex & Erotik i KB Hallen. Deltagerne er kvinder, der dyster om at være ”den smukkeste pige”. Oprindeligt blev konkurrencen kaldt Miss Nude Europe. I 1997 deltog Anni Fønsby i konkurrencen.

## Vindere
- 1997 Larisha Liv
- 1999 Tez
- 1999 Miss Diana Larsen
- 2000 Brina
- 2001 Maria Cecilie Mærsk
- 2002 Maria Cecilie Mærsk
- 2003 Stine
- 2004 Alice
- 2005
- 2006
- 2007 Miss ChaCha (Alice Oppelstrup Jensen)
- 2008 Miss ChaCha (Alice Oppelstrup Jensen)
- 2009 Miss ChaCha (Alice Oppelstrup Jensen)[4]